# Politica Statelor Unite ale Americii

Sistemul politic al Statelor Unite

Statele Unite este o republică constituțională federală, în care președintele (șeful statului și șeful guvernului), Congresul, puterea judecătorească și cea executivă împart puterile, iar guvernul federal acordă suveranitate guvernelor statelor.
Ramura executivă este condusă de președinte și este independentă de cea legislativă și cea judecătorească. Puterea legislativă aparține celor două camere ale Congresului, Senatul și Camera Reprezentanților. Ramura judecătorească, compusă din Curtea Supremă și curțile federale inferioare, exercită puterea judecătorească. Funcția puterii judiciare este de a interpreta Constituția Statelor Unite, legile federale și regulamentele. Aceasta include rezolvarea disputelor dintre ramurile executivă și legislativă. Schema guvernului federal este explicată în Constituție. Două partide politice, Partidul Democrat și Partidul Republican, au dominat politica americană de după Războiul Civil American, deși sunt și partide mai mici precum Partidul Libertarian, Partidul Verde și Partidul Constituției.
Există diferențe majore între sistemul politic al Statelor Unite și cele ale altor democrații dezvoltate. Printre acestea ar fi o mai mare putere a camerei legislative superioare, un domeniu mai larg al puterii deținut de Curtea Supremă și dominarea a doar două partide principale. Partidele terțe au o influență politică mai mică în Statele Unite decât în alte democrații dezvoltate.

## Cultura politică
Gânditori politici de la Alexis de Tocqueville până azi au remarcat o puternică continuitate în miezul valorilor politice americane de la Revoluția Americană din secolul 18.